# Klub-járat

Málta helyzete a Földközi-tenger térségében

A „Klub-járat” (angolul: Club Run) formális elnevezése volt annak az eseménysorozatnak, amely idején a Brit Királyi Haditengerészeten keresztül ellátmánnyal és repülőgépekkel látták el a brit fennhatóságú Málta szigetét, annak tengelyhatalmi ostroma idején, a második világháború első éveiben. Málta azért volt a célpontja a német–olasz hadvezetésnek 1941–1942-ben, mert elfoglalásával, illetve a brit helyőrség kiiktatásával lehetőség nyílt volna a Földközi-tenger középső és keleti térségében hadászati előnyhöz juttatni az Észak-Afrikában harcoló tengelyhatalmi alakulatokat, elzárva a brit főszigetet a Szuezi-csatorna nyújtotta logisztikai előnyöktől. A szigeten működő repülőterekről a szövetséges repülőgépek hatékonyan tudták rombolni a német–olasz tengeri és légi utánpótlásokat. A sziget ellátását annyira fontosnak tartotta a brit háborús kabinet, hogy a honi légvédelem állományából folyamatosan átcsoportosított vadászrepülőgépeket a sziget ellátása és védelme érdekében.

## Története
A hadműveleteket az ún. H erő (Force H) vitelezte ki, amely Gibraltár brit hadikikötőjében diszlokált (ennek a helyőrségnek volt beceneve „A klub”). Ez a flottacsoportosítás kezdetben az HMS Renown csatacirkálóból, az HMS Ark Royal repülőgép-hordozóból, az HMS Sheffield könnyűcirkálóból és a 8. flotilla F osztályú rombolóiból állt. Ezek földközi-tengeri műveleteinek volt a fedőneve a Club Runs. Eredendően abból kifolyólag, hogy a Királyi Haditengerészet leghatékonyabb hadihajói alkották ezt a „A klub”-nak becézett közösséget.
A „klubba” rendelt brit hajók fogyatkozásával az amerikai haditengerészet is átadott hajóegységeket az ellátás folytonossá tétele érdekében. Málta légvédelmének ellátása kulcsfontosságú volt az 1941-es és 1942-es években, az innen működő alakulatok újabb repülőgépekkel és alkatrészekkel, motorokkal való ellátása mindennapi feladattá vált. Vadászrepülőgépek terén a Hawker Hurricane és Supermarine Spitfire típusok, torpedóvető repülőgépek terén a Fairey Swordfish és Fairey Albacore típusok voltak az utánpótlás tárgyai. Ezen típusok hatótávolsága azonban nem volt elegendő ahhoz, hogy közvetlenül Gibraltárról felszállva eljussanak a máltai repülőterekre, ezért szükséges volt repülőgép-hordozók bevetésére is, melyekre a gibraltári kikötőben bedaruzták a repülőgépeket és a sziget közelében felszállva már sikeresen elérhették azt.
A háború kitörésekor a brit vezérkarfőnökség (Chiefs of Staff Committee, CSC) Máltát védtelennek ítélte, ezért később kijelentették, hogy „semmi sem praktikusabb mint hogy megnöveljük Málta ellenállási erejét.” Churchill egyetértett ebben és a legkorábbi időben, 1940 júliusában – az angliai csata kifejlődésének idején – Hurricane-eket szállítottak a koros HMS Argus fedélzetén a Hurry hadművelet keretében. Ez volt az első „Klub-járat”.
A Dél-Olaszországba és Szicíliába telepített tengelyhatalmi légierő ezt a felszíni csoportosulást akarta akadályozni és felszámolni. A hordozókról felszálló repülőgépeket még a repülőtereikre leszállás előtt megpróbálták elfogni, vagy a leszállás közbeni és utáni szakaszban a repülőtéren megsemmisíteni őket. A Calendar hadművelet keretében, 1942. április 20-án negyvennyolc Spitfire érkezett a USS Wasp fedélzetéről Máltára és majdnem mindet elpusztította a földön a Luftwaffe. A következő, a Bowery idején már a levegőben várták a támadókat.

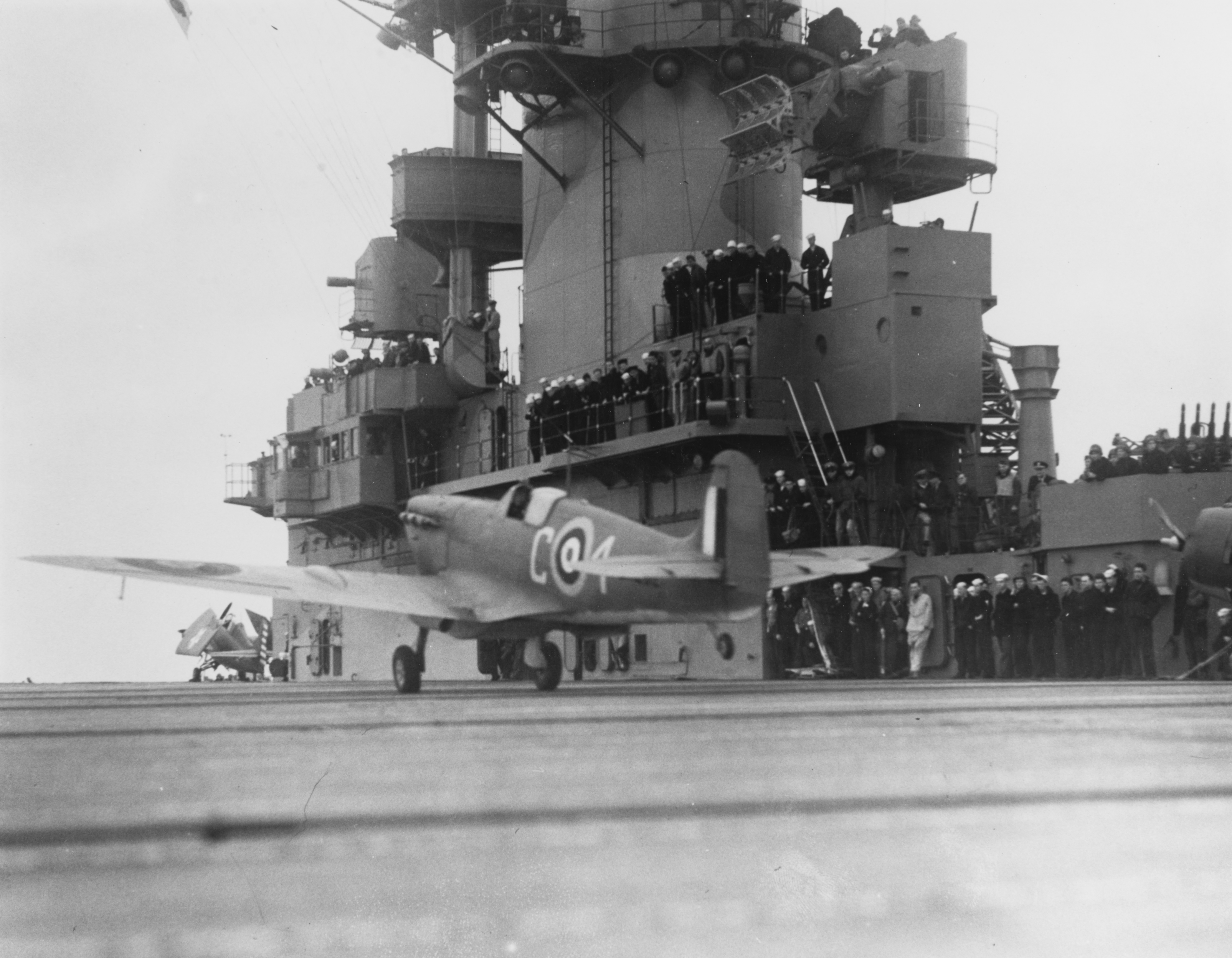
Egy Spitfire Vb száll fel a USS Wasp fedélzetéről 1942 májusában. Jól megfigyelhető a törzs alá felszerelt, le nem oldható illeszkedő póttartály. A háttérben egy F4F Wildcat lenyűgözve, amely az amerikai hordozó saját légvédelmét biztosította

A szállított repülőgépek kirepülése után a kiürült repülőgép-hordozók ideális célpontot nyújtottak az ellenfél bombázóerői számára, ezért összetettebb tengeri műveletsorozatokat kellett szervezni a sikeres visszatérés érdekében. Minden körültekintés ellenére az HMS Ark Royalt egy német tengeralattjáró elsüllyesztette, emiatt a USS Wasp hitel keretében került átadásra a feladat-végrehajtás érdekében 1942 áprilisa és májusa között.
A sziget térségében a repülőgép-veszteség olyan mértékű volt, hogy a „Klub-járatok” által leszállított repülőgépek száma sosem gyarapodott, szállítószalag szerűen inkább egyre fogyott a bevethető gépek száma. Megpróbálták növelni a szállított repülőgépek számát oly módon, hogy Nagy-Britanniában konténerben hajózták be őket és Gibraltáron szerelték össze, majd lettek a hordozókon átszállítva Máltára. Ezzel másfél-kétszeresére növelték a behajózott mennyiséget.
1942 elejére mindinkább a Spitfire-ökre volt szükség ahhoz, hogy eredményesen vegyék fel a modern német vadászrepülőgépekkel szembeni harcot, szemben az erős, ám már korszerűtlennek számító Hurricane-ekkel. Több alkalommal azonban problémák adódtak az alkalmazott póttartályokkal, amikkel növelni lehetett a repülőgépek hatótávolságát és csökkenteni a hordozó hajók kifutási és visszajutási idejét. Ezek a repülőgépek rendre a Földközi-tengerben végezték sorsukat. Ezeknek köszönhetően két „futás” teljesítését megszakították, és meg kellett ismételni egy gibraltári módosítást követően, a Calendar hadművelettel nem megfelelően felkészített repülőgépek a bombázók áldozatául estek Máltán, illetve az 1942 májusi Bowery keretében 64 darab Spitfire-t még a USS Wasp fedélzetén kellett póttartályokkal ellátni. A szükséges műszaki felkészültségek hiánya miatt meglehetősen kockázatossá tették ezeket a kitelepítéseket, és az abban részt vevő alakulatokat.
1942 októberétől módosított Spitfire Vc-k lettek behajózva a hordozókra, kiegészítő belső és külső póttartályokkal és a beépített fegyverzet kiszerelésével. Ezekkel a módosításokkal már képesek lettek 1800 km-t lerepülni közvetlenül Gibraltárról Máltára. A máltai repülőtereken aztán visszaépítették a repülőgépeket eredeti állapotukra és ellátták őket fegyverzettel. A közvetlen átrepülésekkel a „Klub-járat” értelmét vesztette, nem lett rá tovább szükség. A Force H-t más tengeri műveletekre csoportosították át.
Összesen 353 darab Hurricane, 384 darab Spitfire, 8 darab Swordfish és 17 darab Albacore szállt fel a repülőgép-hordozókról, melyekből 334, 367, 7 és 11 darab érte el sikeresen valamelyik máltai repülőteret.

## A Klub-járatok listája

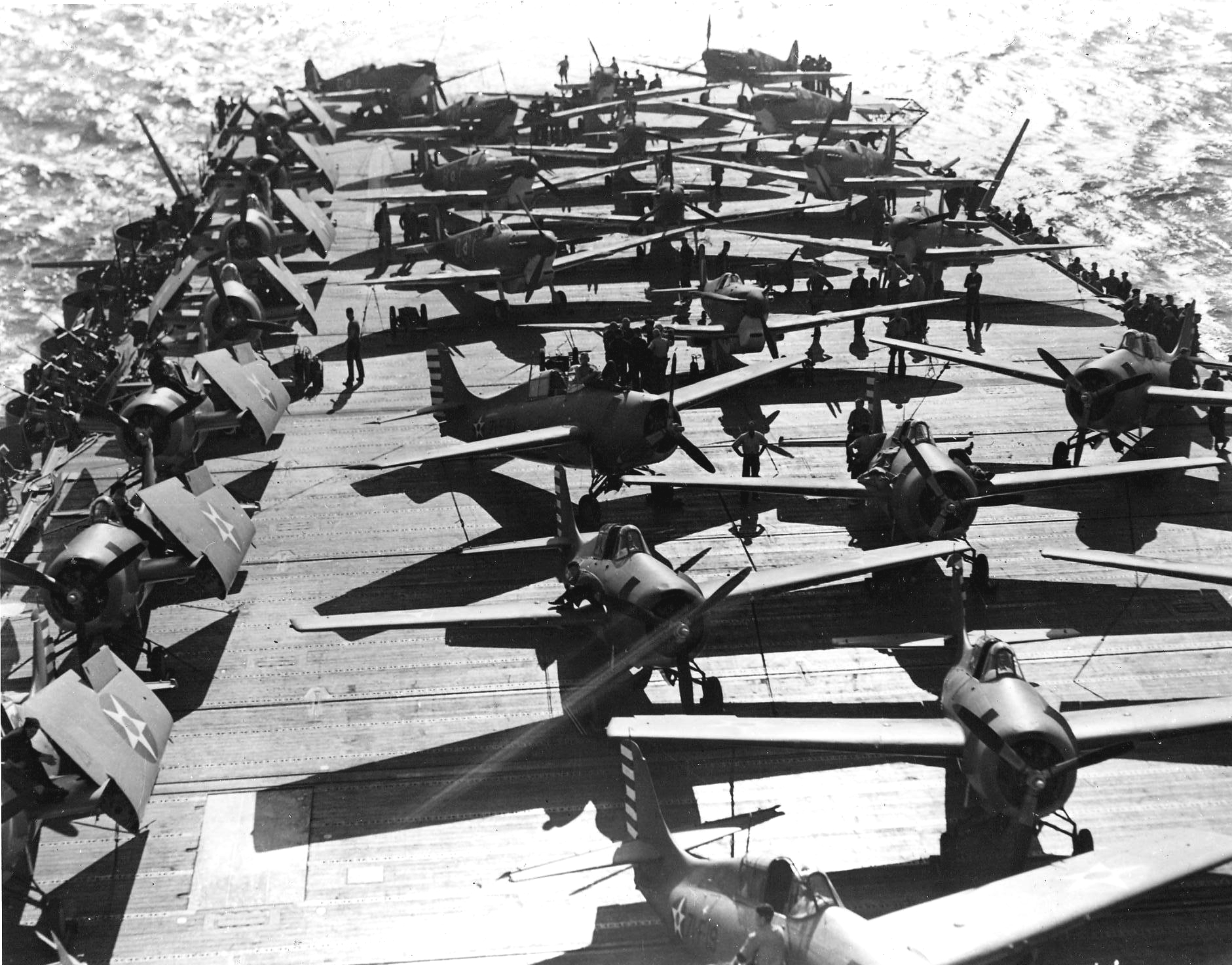
A USS Wasp 1942. április 19-én az első Klub-járatán. A Wildcat védővadászok mögött a RAF 603. századának Spitfire Vc-i láthatók, törzs alatti póttartályokkal és Vokes-szűrőkkel felszerelve

- 1940 júniusa: Swordfish-ek szálltak fel az HMS Argus-ról.
- 1940 augusztusa: a Hurry hadművelet keretében 12 darab Hurricane szállt fel az HMS Argus-ról. Mindegyik gép sikeresen leszállt.
- 1940 novembere:
  - Coat hadművelet: az HMS Ark Royal-ról 3 darab Fulmar szállt át az HMS Illustrious-ra.
  - White hadművelet: 12 darab Hurricane szállt fel az Argus-ról, 8 darab elveszett üzemanyagkifogyás miatt a célrepülőtérig vezető úton.
- 1941 januárja: az Excess hadművelet keretében 5 darab Swordfish szállt fel az Ark Royal-ról.
- 1941 áprilisa:
  - Winch hadművelet: 12 darab Hurricane II szállt fel az Ark Royal-ról.
  - Dunlop hadművelet: 22 darab Hurricane szállt fel az Ark Royal-ról.
- 1941 májusa: a Splice hadművelet keretében 48 darab Hurricane II szállt fel a Furious-ról és az Ark Royal-ról.
- 1941 júniusa:
  - Rocket hadművelet: 35 darab Hurricane II szállt fel a Furious-ról és az Ark Royal-ról.
  - Tracer hadművelet: az HMS Ark Royal-ról és a Victorious-ról összesen 47 darab Hurricane szállt fel.
  - Railway I hadművelet: 22 darab Hurricane szállt fel az Ark Royal-ról.
  - Railway II hadművelet: 35 darab Hurricane szállt fel az Ark Royal-ről és a Furious-ról, (7 nem lett indítva hajófedélzeti problémák miatt).
- Substance hadművelet: 6 darab Swordfish szállt fel az Ark Royal-ról.
- 1941 szeptembere:
  - Status I hadművelet: 26 darab Hurricane szállt fel az Ark Royal-ről.
  - Status II hadművelet: 46 darab Hurricane szállt fel az Ark Royal-ről és a Furious-ról.
- 1941 októbere: a Callboy hadművelet keretében 11 darab Albacore és 2 darab Swordfish szállt fel az Ark Royal-ről.
- 1941 novembere: az Perpetual hadművelet keretében 37 darab Hurricane szállt fel az Ark Royal és az Argus fedélzetéről (1941. november 10–12-e között).[3]
- 1942 februárja: a Spotter I hadművelet keretében 15 darab Spitfire VB indult útnak az HMS Eagle fedélzetéről. A műveletet lefújták a Spitfire-ök üzemanyagtartályainak hibája miatt és a szállítmány visszatért Gibraltárra február 28-án.
- 1942 márciusa
  - Március 7.: Spotter II hadművelet: a 15 darab javított Spitfire VB sikeresen felszállt az HMS Eagle fedélzetéről.
  - Picket I hadművelet: 9 darab Spitfire szállt volna fel az Eagle-ről, de tartálygondok miatt a bevetést lefújták.
  - Picket II hadművelet: 7 darab Spitfire szállt fel az Eagle-ről és az Argus-ról, valamint 6 darab Albacore képtelen lett felszállni az Argus-ról.
- 1942 áprilisa: a Calendar hadművelet keretében 48 darab Spitfire szállt fel a USS Wasp fedélzetéről, amiknek nagy részét a máltai reptereken lebombáztak.
- 1942 májusa
  - Bowery hadművelet: 64 darab Spitfire szállt fel a USS Wasp-ról és az Eagle-ről (61 darab sikeresen leszállt).
  - LB hadművelet: 17 darab Spitfire szállt fel az Eagle-ről, 6 darab Albacore indítása ismét sikertelen.
- 1942 júniusa:
  - Style hadművelet: 32 darab Spitfire szállt fel az HMS Eagle-ről, 28 darab sikeresen leszállt, 4 darabot az út során lelőttek.
  - Salient hadművelet: 32 darab Spitfire szállt fel az HMS Eagle fedélzetéről.
  - Pinpoint hadművelet: 31 darab Spitfire szállt fel az HMS Eagle fedélzetéről.
- 1942 júliusa: az Insect hadművelet keretében 28 darab Spitfire szállt fel az Eagle-ről.
- 1942 augusztusa:
  - Bellows hadművelet: 39 darab Spitfire szállt fel a Furious-ról.
  - Baritone hadművelet: 32 darab Spitfire szállt fel a Furious-ról.
- 1942 októbere: a Train hadművelet keretében 29 darab Spitfire szállt fel a Furious fedélzetéről. Ezt követően több ilyen jellegű járat már nem indult Málta felé.

## Fordítás
- Ez a szócikk részben vagy egészben  a   Club Run című angol Wikipédia-szócikk ezen változatának fordításán alapul.  Az eredeti cikk szerkesztőit annak laptörténete sorolja fel. Ez a jelzés csupán a megfogalmazás eredetét és a szerzői jogokat jelzi, nem szolgál a cikkben szereplő információk forrásmegjelöléseként.